# توسکروس (اوهایو)
توسکروس، اوهایو (به انگلیسی: Tuscarawas, Ohio) یک منطقهٔ مسکونی در ایالات متحده آمریکا است که در اوهایو واقع شده‌است.

## خصوصیات
توسکروس ۱٫۹۲ کیلومترمربع مساحت و ۱٬۰۵۶ نفر جمعیت دارد و ۲۵۹ متر بالاتر از سطح دریا واقع شده‌است.